# Tarmassia
Tarmassia (Isola della Scala) is een plaats (frazione) in de Italiaanse gemeente Isola della Scala.